# ایران در بازی‌های آسیایی زمستانی ۲۰۰۷
ایران در بازی‌های آسیایی زمستانی ۲۰۰۷ (انگلیسی: Iran at the 2007 Asian Winter Games) از کسب مدال بازماند.
در رقابت‌ها حسین ساوه‌شمشکی و مرجان کلهر از سرشناس‌ترین شرکت کنندگان ایرانی بودند.